# Tjen dit land
|  | Denne artikel er oprettet af botten Steenthbot ud fra en ekstern database. Den kan derfor have sproglige fejl eller mangler. Denne skabelon kan fjernes efter kontrol af indholdet. |

Tjen dit land er en dansk dokumentarfilm fra 1954 instrueret af Ingolf Boisen og efter manuskript af Grete Frische.

## Handling
Lotte marcherer, ung kvinde melder sig som Lotte, kvinder sidder omkring frokostbord på arbejdsplads og taler om det - den ene ryger en lille cerut, fire kvinder diskuterer - den ene argumenterer - det kræver både nationalfølelse og intelligens at være Lotte. Kvinder fra alle erhverv og alle samfundslag - og derpå gennemgang af Lotte-uddannelsen, sanitetstjeneste, forplejning.
På hjemmeværnsskole, Nymindegab kursus, Lotter i kedeldragt. Flaghejsning med Lotterne opmarcheret omkring .
Lotterne på skolebænken, de lærer at bruge kort og kompas.
Signalsending, telefonpasning i mark.
Lotterne lærer at skyde med selvforsvar for øje - instruktion i militær forplejning - og mandskabet synes, det smager dejligt.
Feltbanen er en frivillig sag - Lotter der maver sig frem og forsvarer barrierer, en mand, der hjælper dem med at komme over, mænd hjælper hele tiden
Og så eftermiddagste og hygge med kager.
På øvelsesmanøvre.
Lotte ved radarskærm-særlige opgaver.
Signal-Lotter, der opserverer.
Speak: 'Opgaverne er mangfoldige-værn dit land dit hjem-bliv Lotte'.
Plakat: Forsvaret kalder, bliv Lotte.